# 3164 Prast
3164 Prast è un asteroide della fascia principale del diametro medio di circa 19,09 km. Scoperto nel 1960, presenta un'orbita caratterizzata da un semiasse maggiore pari a 3,1511396 UA e da un'eccentricità di 0,1640901, inclinata di 2,34253° rispetto all'eclittica.
L'asteroide è dedicato a Martin Prast, veterano della guerra del Vietnam e amico dello scopritore.